# Hồ Sĩ Giao
Hồ Sĩ Giao (sinh ngày 22 tháng 6 năm 1938 tại xã Quỳnh Đôi, huyện Quỳnh Lưu, tỉnh Nghệ An) là một nhà khoa học Việt Nam. Ông tốt nghiệp Trường Đại học Bách khoa Hà Nội năm 1966 và bắt đầu công tác tại Trường Đại học Mỏ - Địa chất. Ông là tiến sĩ chuyên ngành Khai thác mỏ lộ thiên đầu tiên được đào tạo tại Việt Nam năm 1981.
Ông là một nhà khoa học mỏ có nhiều công trình xuất sắc, đặc biệt về công nghệ khai thác mỏ lộ thiên trong điều kiện ngập nước, công nghệ khai thác chọn lọc các mỏ quặng,... Đồng thời ông cũng là một nhà giáo có uy tín, đào tạo được nhiều học trò giỏi hiện đang giữ nhiều vị trí quan trọng trong các cơ quan quản lý nhà nước, các trường đại học, các viện nghiên cứu và các tổng công ty, công ty thuộc các lĩnh vực mỏ và môi trường.
Ông được nhà nước Cộng hòa Xã hội Chủ nghĩa Việt Nam trao tặng Huân chương Kháng chiến chống Mỹ cứu nước Hạng II, được phong phó giáo sư năm 1996, được phong tặng danh hiệu Nhà giáo Ưu tú năm 2008.

## Các công trình tiêu biểu
Một vài công trình:
- Hồ Sĩ Giao (1999), Thiết kế mỏ lộ thiên
- Hồ Sĩ Giao (1998), Cơ sở công nghệ khai thác đá, Nhà xuất bản Giáo dục, Hà Nội.
- Hồ Sĩ Giao (1997), Khai thác mỏ vật liệu xây dựng, Nhà xuất bản Giáo dục, Hà nội.
- Hồ Sĩ Giao (Chủ biên) (2009), Bùi Xuân Nam, Nguyễn Anh Tuấn. Khai thác khoáng sản rắn bằng phương pháp lộ thiên. Nhà xuất bản Khoa học kỹ thuật, Hà Nội
- Hồ Sĩ Giao (Chủ biên) (2010), Bùi Xuân Nam, Mai Thế Toản. Bảo vệ môi trường trong khai thác mỏ lộ thiên. Nhà xuất bản Từ điển Bách Khoa, Hà Nội
- Hồ Sĩ Giao (Chủ biên) (2010), Đàm Trọng Thắng, Lê Văn Quyển, Hoàng Tuấn Chung. Nổ hóa học - Lý thuyết và Thực tiễn. Nhà xuất bản Khoa học kỹ thuật, Hà Nội
- Hồ Sĩ Giao (Chủ biên) (2015), Bùi Xuân Nam, Vũ Đình Hiếu, Lê Ngọc Ninh. Khai thác khoáng sàng sa khoáng. Nhà xuất bản Khoa học Tự nhiên và Công nghệ, Hà Nội